# 206 v.Chr.

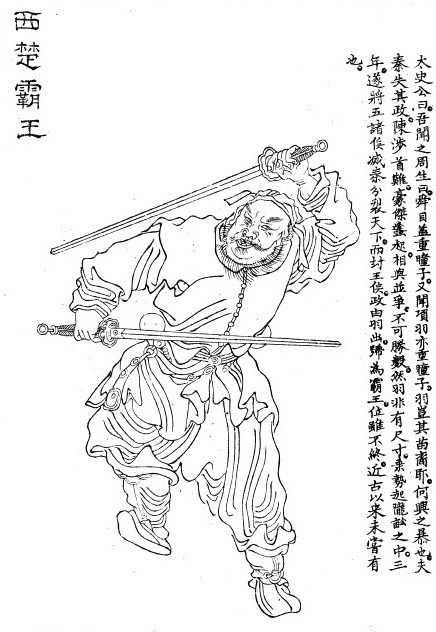
Xiang Yu (234 - 202 v.Chr.)

Het jaar 206 v.Chr. is een jaartal volgens de christelijke jaartelling.

## Gebeurtenissen

### Romeinse Rijk
- Slag bij Ilipa: Het Romeinse leger (43.000 man) met Iberische bondgenoten onder Publius Cornelius Scipio Africanus verslaat in Spanje bij Sevilla de Carthagers. Na de veldslag vlucht Mago Barkas met de restanten van het Carthaagse leger naar de Balearen, vanwaar hij een veldtocht in Noord-Italië voorbereidt.
- Scipio Africanus sticht de Romeinse steden Itálica en Corduba, om van daaruit de strijd tegen de Carthagers voort te zetten. De Romeinen voeren wraakacties uit in Andalusië tegen de Iberische stammen. Het Iberisch Schiereiland wordt als provincie bij de Romeinse Republiek ingelijfd, genaamd Hispania Baetica en Hispania Tarraconensis.
- Koning Massinissa van Numidië verbreekt zijn verbond met Carthago en sluit een alliantie met Rome.

### Azië
- Antiochus III de Grote trekt met een expeditieleger over het Hindoekoesjgebergte en lijdt een nederlaag in de vallei van Kabul tegen de Parthen. Hij erkent de onafhankelijkheid van Parthië en sluit met Arsaces II een vredesverdrag.
- Chu-Han Oorlog: Xiang Yu, leider van de opstandelingen, verovert de hoofdstad Xianyang (huidige Xi'an) in de provincie Shaanxi. Een bende bandieten onder leiding van Liu Bang voert een rooftocht door het Chinees Keizerrijk.
- Xiang Yu roept zich uit tot "Opperheerser van Westelijk Chu" en laat heerser Huai II vermoorden. De opstand tegen de Qin-dynastie verslechtert, Xiang Yu en Lui Bang komen met elkaar in conflict over het koningschap in Chu.

### Griekenland
- Philippus V van Macedonië plundert Thermum, het politieke- en religieuze machtscentrum van Aetolië. Hij dwingt de Aetolische Bond tot een afzonderlijke vrede.

## Overleden
- Huai II, heerser van de Chu-staat